# Diane Schuur

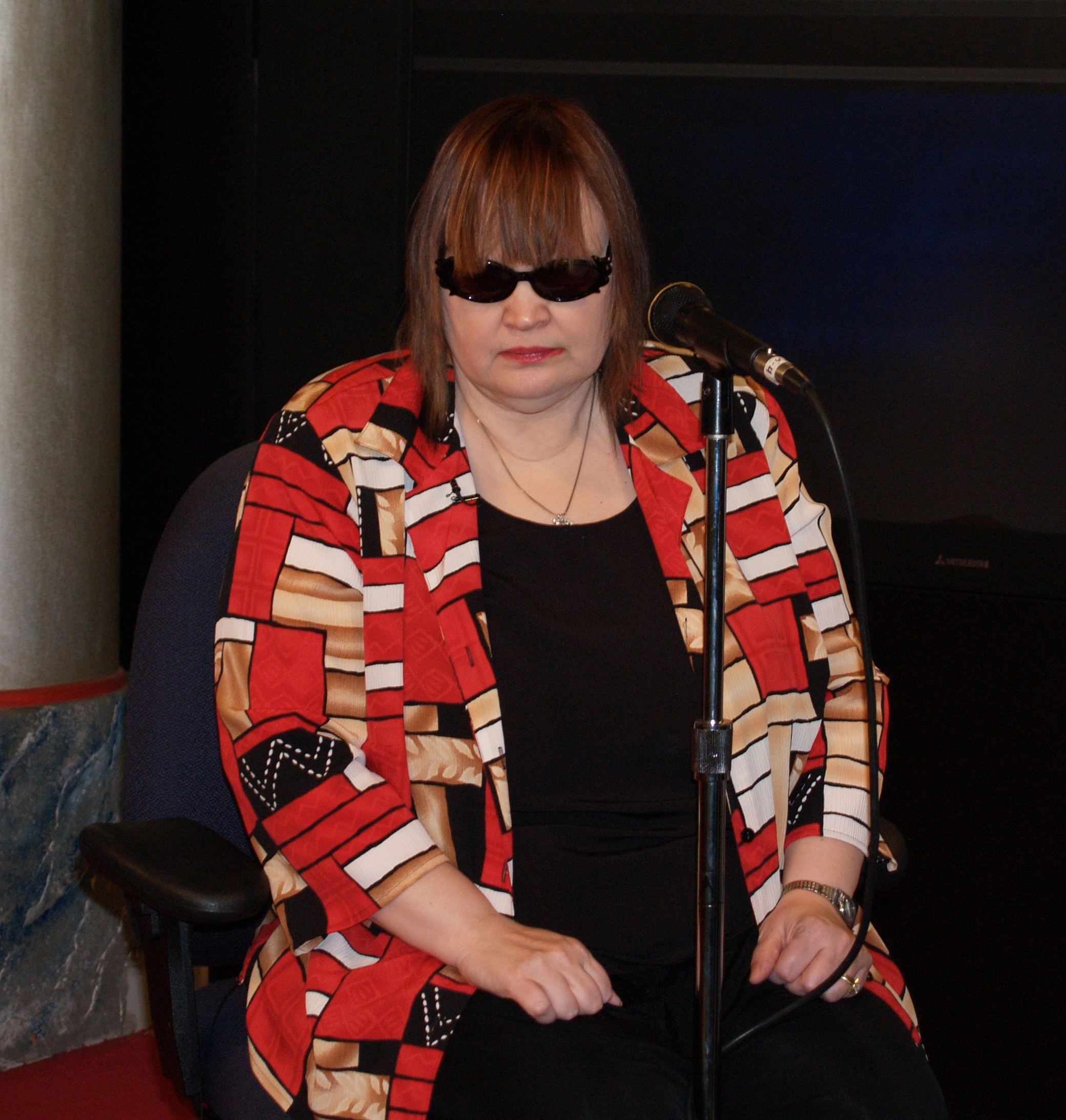
Diane Schuur em San Diego (2009).

Diane Schuur (Tacoma, Washington, 10 de dezembro de 1953) é uma cantora e pianista de jazz norte-americana.
Apelidada de "Deedles", ganhou dois Grammy Awards; apresentou-se nos locais mais prestigiados do mundo, como o Carnegie Hall e a Casa Branca, tendo inclusive saído em turnê com Quincy Jones, Stan Getz, BB King, Dizzy Gillespie, Maynard Ferguson, Ray Charles, Joe Williams e Stevie Wonder ( como Stevie, Schuur ficou cega ao nascer devido a uma retinopatia da prematuridade.

## Discografia
| Ano  | Título                                     | Gênero      | Selo             |
| ---- | ------------------------------------------ | ----------- | ---------------- |
| 2020 | Running on Faith                           | Jazz        | Jazzheads        |
| 2014 | I Remember You: Love to Stan and Frank     | Jazz        | Jazzheads        |
| 2011 | The Gathering                              | Jazz        | Vanguard Records |
| 2008 | Some Other Time                            | Jazz        | Concord          |
| 2006 | Diane Schuur: Live in London               | Jazz        | GR2 Classics     |
| 2005 | Schuur Fire                                | Jazz        | Concord          |
| 2003 | Midnight                                   | Jazz, Pop   | Concord          |
| 2001 | Swingin' for Schuur (com Maynard Ferguson) | Jazz        | Concord          |
| 2000 | Friends for Schuur                         | Jazz        | Concord          |
| 1999 | Music Is My Life                           | Jazz        | Atlantic / Wea   |
| 1997 | The Best of Diane Schuur                   | Jazz        | GRP              |
| 1997 | Blues for Schuur                           | Blues, Jazz | GRP              |
| 1996 | Love Walked In                             | Jazz        | GRP              |
| 1994 | Heart to Heart w/B. B. King                | Jazz        | GRP              |
| 1993 | Love Songs                                 | Jazz        | GRP              |
| 1992 | In Tribute                                 | Jazz        | GRP              |
| 1991 | Pure Schuur                                | Jazz        | GRP              |
| 1989 | Diane Schuur Collection                    | Jazz        | GRP              |
| 1988 | A GRP Christmas Collection                 | Gospel      | GRP              |
| 1988 | Talkin' 'bout You                          | Jazz        | GRP              |
| 1987 | Diane Schuur & the Count Basie Orchestra   | Jazz        | GRP              |
| 1986 | Timeless                                   | Jazz        | GRP              |
| 1985 | Schuur Thing                               | Jazz        | GRP              |
| 1984 | Deedles                                    | Jazz        | Digital Master   |

## Prêmio Grammy
- Indicações: 5
- Vitórias: 2[1]

| Histórico de Diane Schuur no Grammy Awards |                                      |                                            |        |      |           |
| Ano                                        | Categoria                            | Álbum                                      | Gênero | Selo | Resultado |
| 1993                                       | Traditional Pop Performance          | Love Songs                                 | Pop    | GRP  | Indicada  |
| 1991                                       | Traditional Pop Performance          | Pure Schuur                                | Pop    | GRP  | Indicada  |
| 1989                                       | Best Jazz Vocal Performance - Female | The Christmas Song                         | Jazz   | GRP  | Indicada  |
| 1987                                       | Best Jazz Vocal Performance - Female | Diane Schuur and the Count Basie Orchestra | Jazz   | GRP  | Vencedora |
| 1986                                       | Best Jazz Vocal Performance - Female | Timeless                                   | Jazz   | GRP  | Vencedora |